# Páli Szent Vince Katolikus Gimnázium, Általános Iskola és Óvoda
A kapuvári Páli Szent Vince Katolikus Gimnázium, Általános Iskola és Óvoda  a Győri Egyházmegye fenntartásában működő intézmény, amely 2019-ben a Páli Szent Vince Katolikus Általános Iskola és Óvoda, valamint a Felsőbüki Nagy Pál Gimnázium összevonásával jött létre. Az óvodai és általános iskolai képzés mellett kétféle képzési formát választhatnak az intézménybe jelentkezők: a 8 osztályos gimnáziumi formát (5-12. osztály) illetve a 4 osztályos gimnáziumi formát (9-12. osztályok). A nyolcosztályos gimnáziumban tanulók az "A" indexet, míg a négyosztályos formában tanulók a "B" indexet kapják osztályuk megnevezésében.

## Az intézmény története

### A gimnázium története
A kapuvári gimnáziumi képzés mindössze egy osztállyal 1953-ban indult meg. A 60-as évek elején az intézmény új, mai épületébe költözhetett. 1968-ban szükségessé vált egy új épületszárny megépítése, a növekvő diáklétszám miatt. 1971-ben fizika tagozatos képzés indult az intézményben. Ez a képzési már nem elérhető. A ma is használt tornaterem építése 1975-ben indult meg. Hosszas, elnyúlt munkálatok után az épület átadása 1983-ban történt. 1992-től került bevezetésre a nyolcosztályos képzési forma. A korábban Kapuvári Gimnázium néven működő intézmény 1989-ben vette fel Felsőbüki Nagy Pál nevét.

### Az általános iskola története
Az egyház 1992-ben döntött az intézmény létrehozásáról, amely 1995-től viselte Páli Szent Vince nevét. 2009-ben a szomszédos, korábbi plébánia épületben elindult az óvodai nevelés is.

### Az iskolaközpont létrehozása
2018-ban kezdeményezték a Felsőbüki Nagy Pál Gimnázium egyházi kézbe való adását, amellyel egy helyi iskolaközpont létrehozása volt a cél. A gimnáziumot hozzácsatolták az évek óta a városban működő katolikus általános iskola- és óvodához, amellyel létrejött a Páli Szent Vince Katolikus Gimnázium, Általános Iskola és Óvoda. Az új egyesített intézményben óvodás kortól az érettségiig tanulhatnak a diákok. A gimnázium korábbi profilja a négy- és nyolcosztályos képzés is megmaradt.

## Infrastruktúra
Az intézmény az alábbi épületekben lát el nevelési-oktatási feladatokat: 
- Kapuvár, Fő tér 27. (székhely): általános iskolai nevelés-oktatás
- Kapuvár, Fő tér 26.: óvodai nevelés
- Kapuvár, Fő tér 25.: nyolc évfolyamos gimnáziumi nevelés-oktatás
- Kapuvár, Dr. Lumniczer S. u. 3.: négy évfolyamos gimnáziumi nevelés-oktatás

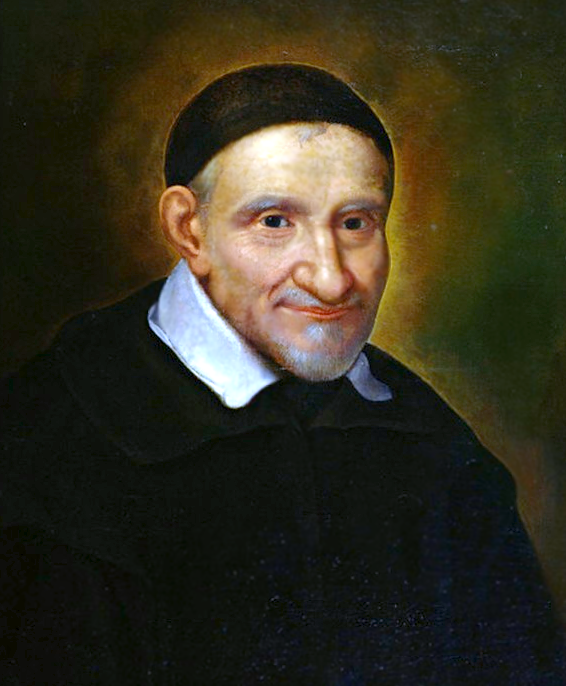
Az intézmény védőszentje, Páli Szent Vince

- Kapuvár, Dr. Lumniczer S. u. 14.: tornacsarnok, testnevelésórák és sportfoglalkozások céljára bérli az intézmény az önkormányzattól.Az intézmény védőszentje, Páli Szent VinceAz épület 2016-ban felújításra került.[6]

## Az intézmény igazgatói

### Kapuvári Gimnázium (1953-1989)
- Mihálka Jenő (1953-1976)
- Radics Ernő (1976-1989)

### Felsőbüki Nagy Pál Gimnázium (1989-2019)
- Ábrahám József (1989-1996)
- Dr. Horváth Ferenc (1996-2002)
- Bernád Csaba (2002-2019)

### Páli Szent Vince Katolikus Gimnázium, Általános Iskola és Óvoda (2019-)
- Biró Péter (2019-)[7]

## Képek

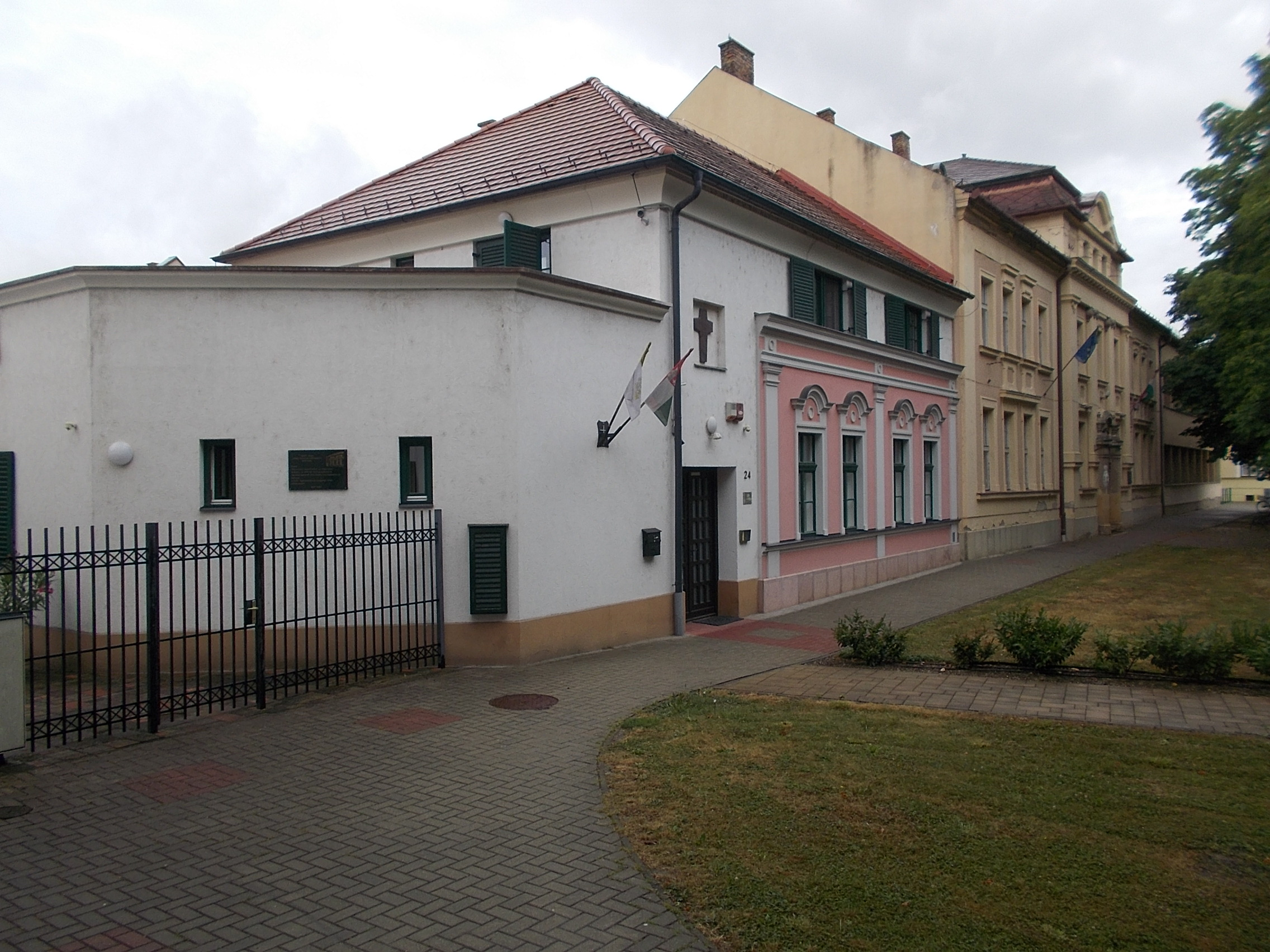
A plébánai és a gimnázium főépülete
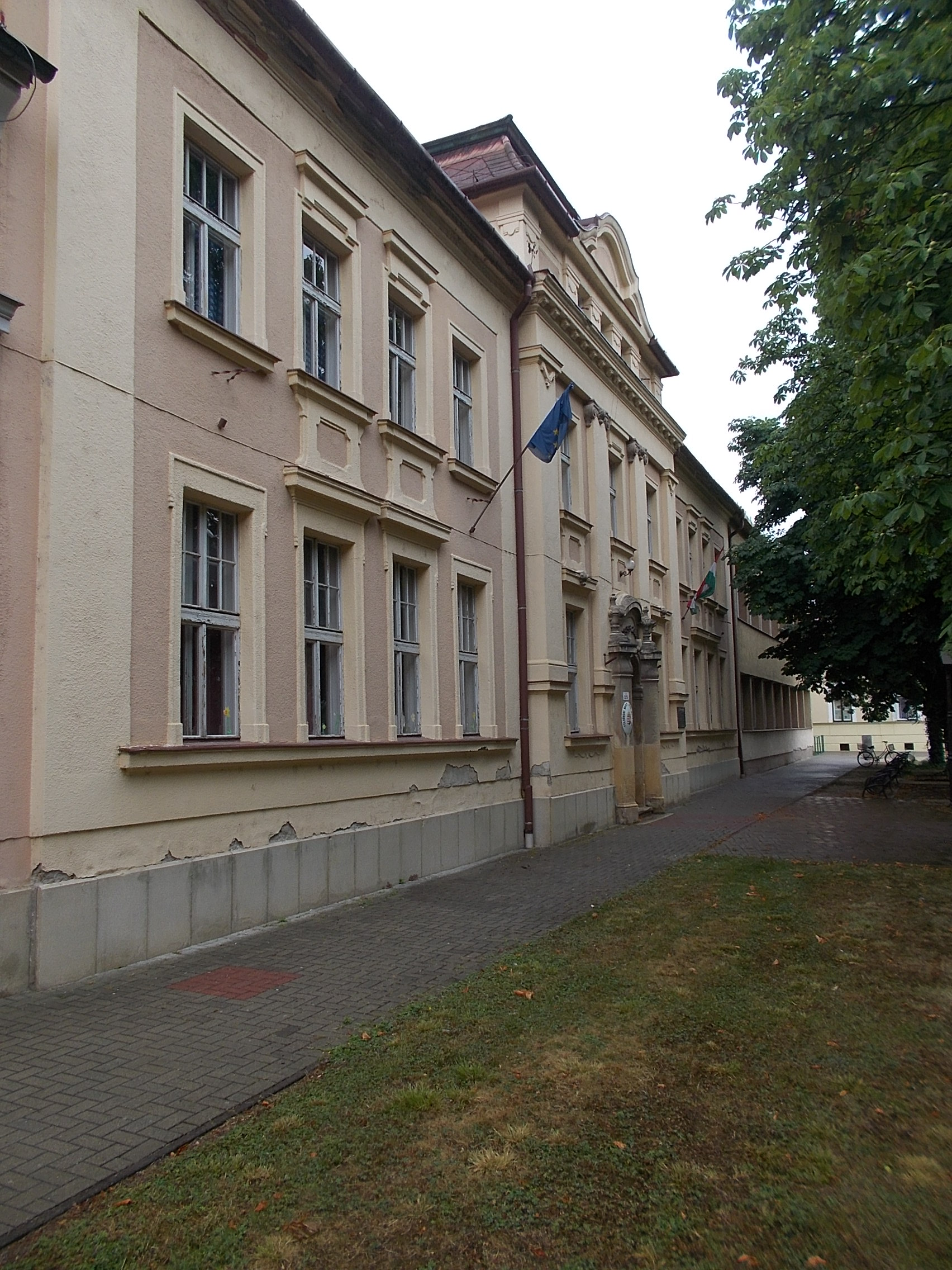
A gimnázium főépülete
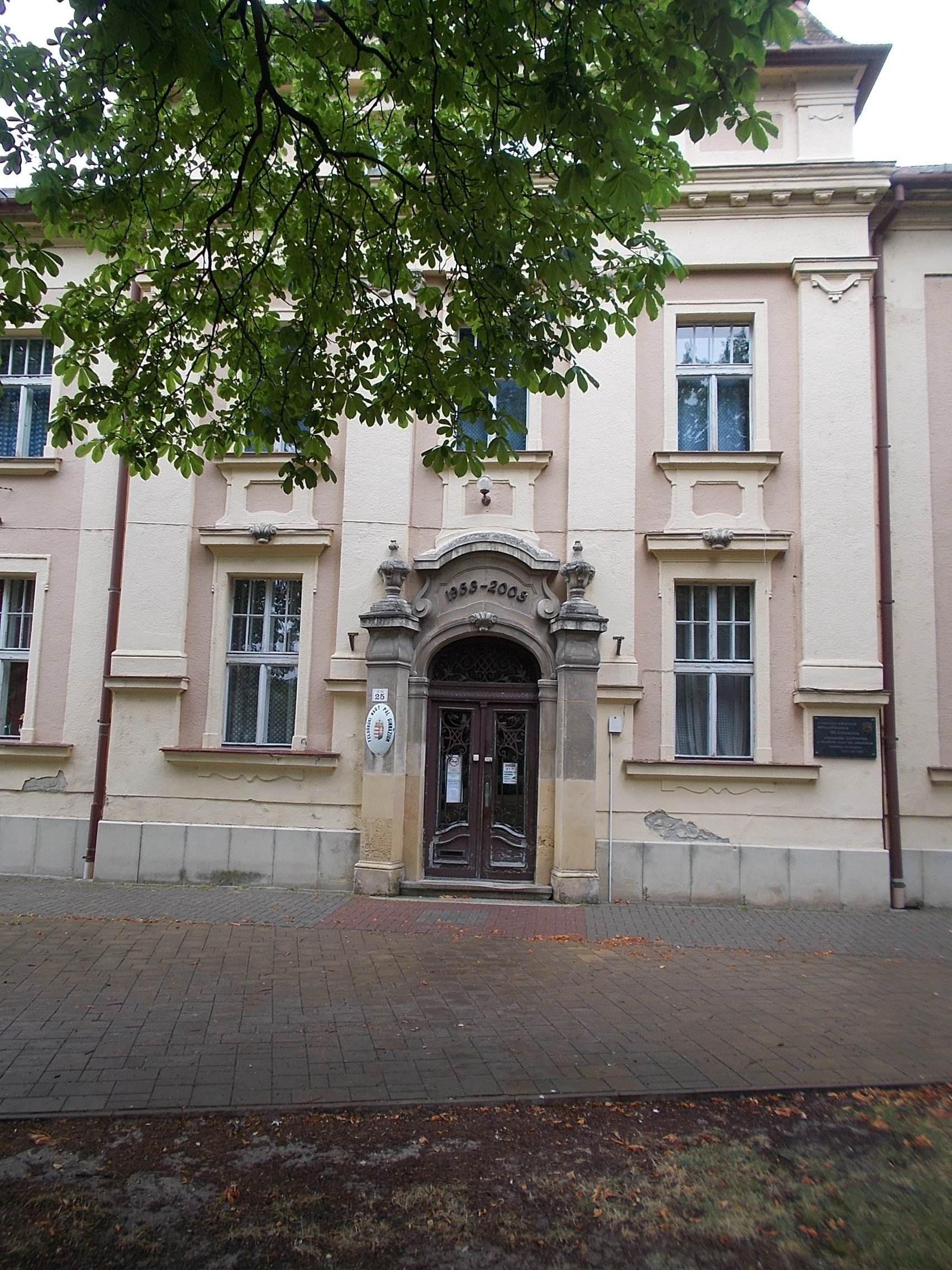
A gimnázium bejárata
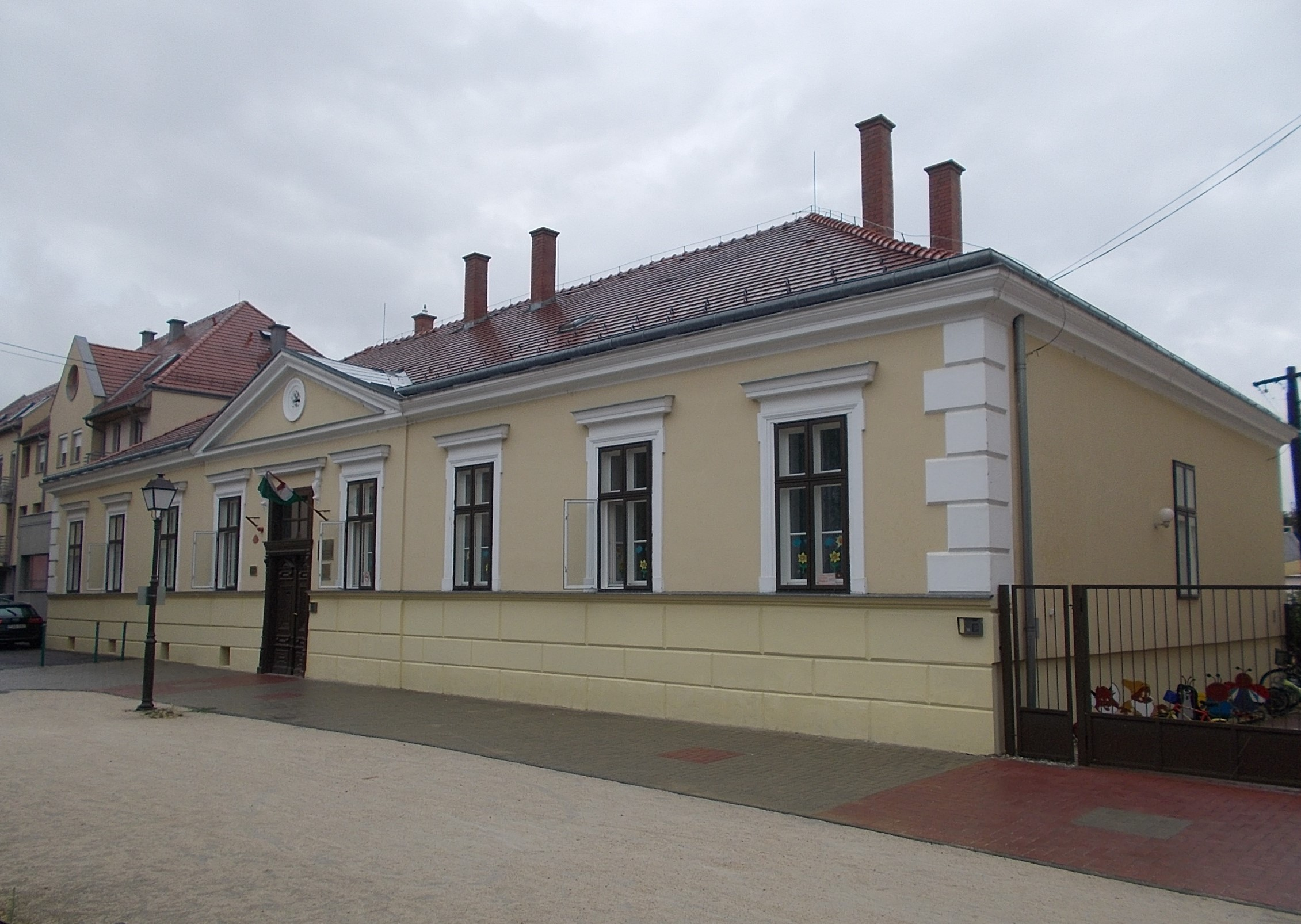
Az óvoda épülete
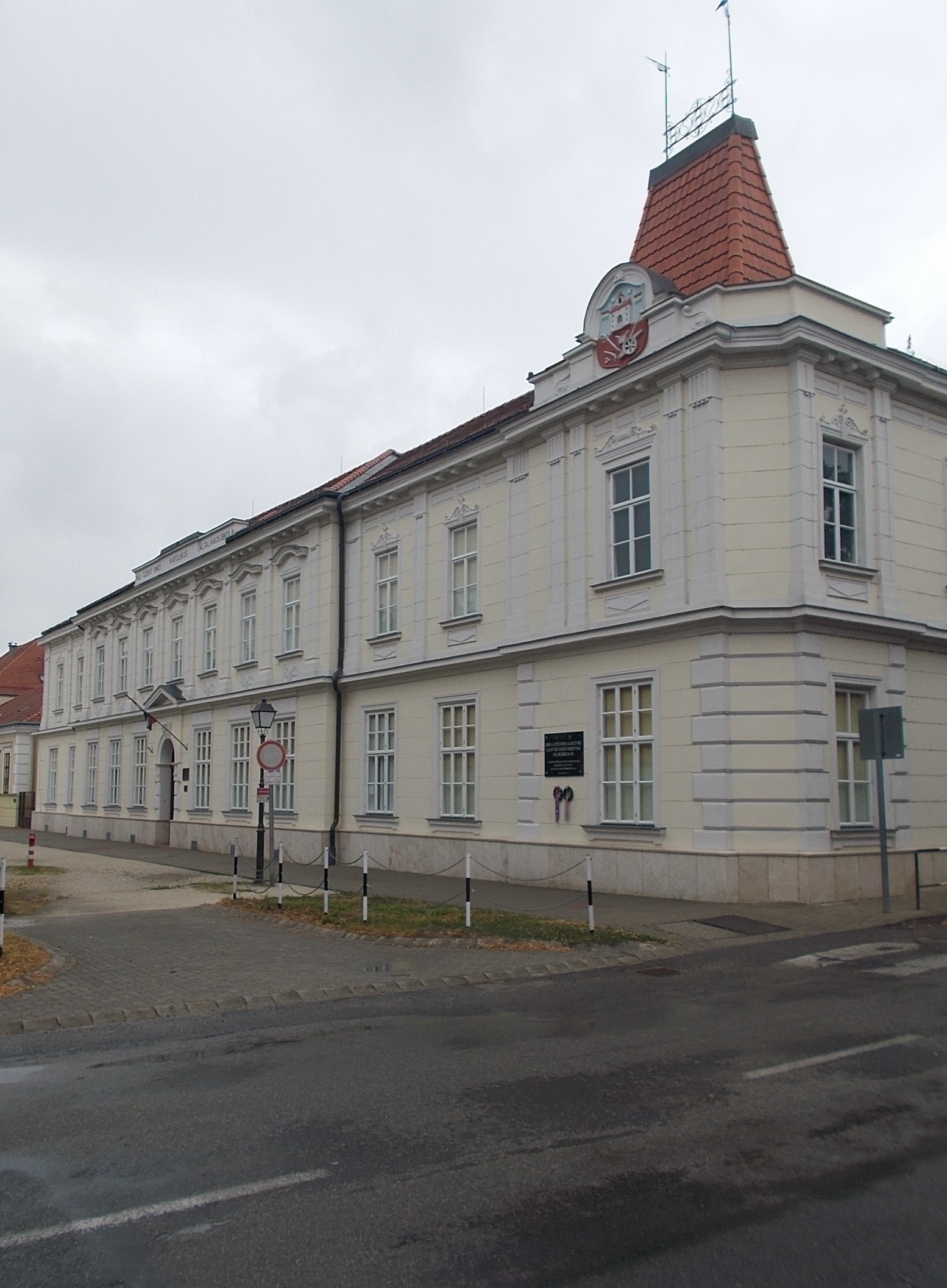
Az általános iskola épülete
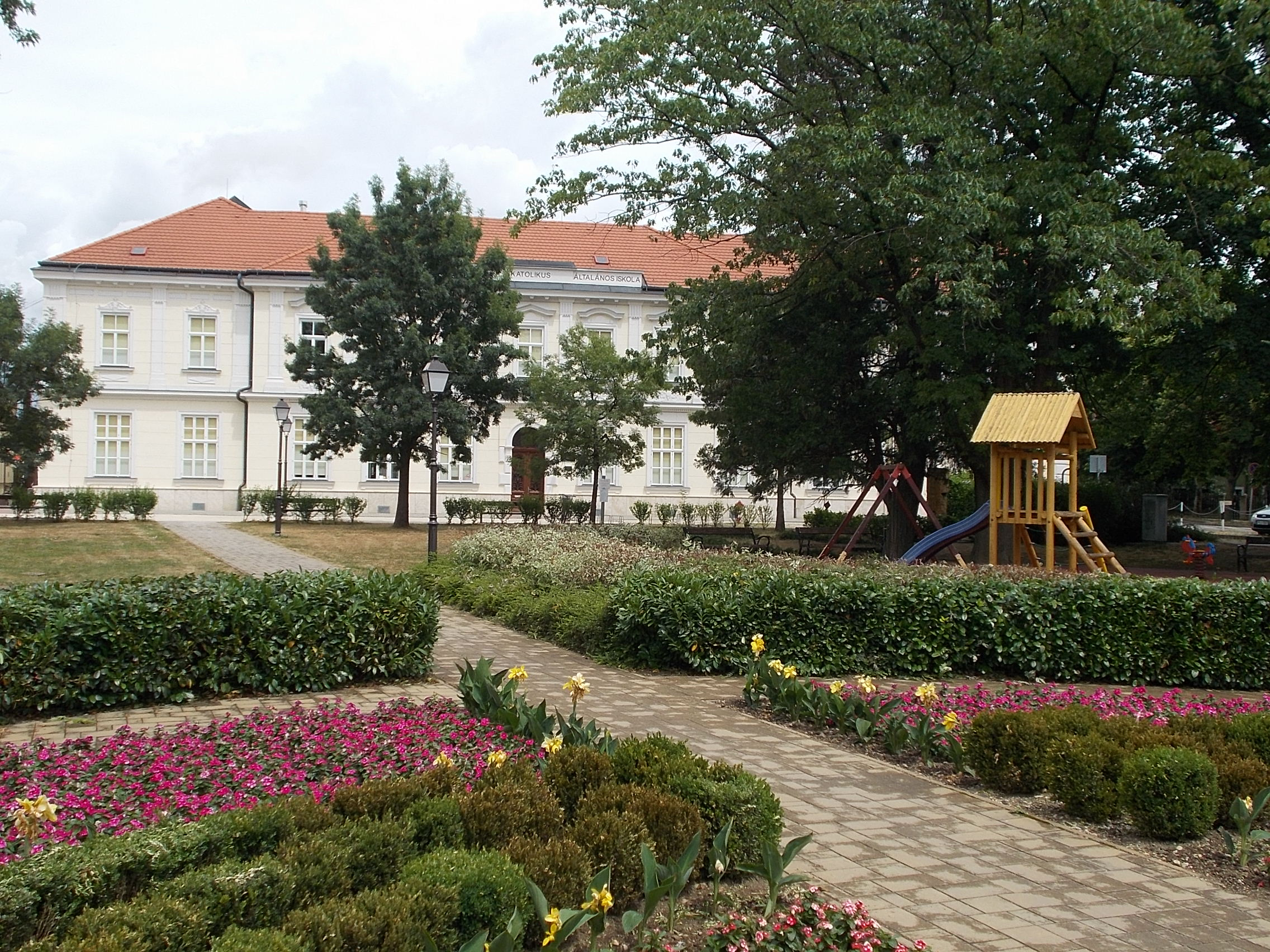
Az intézmény előtti park
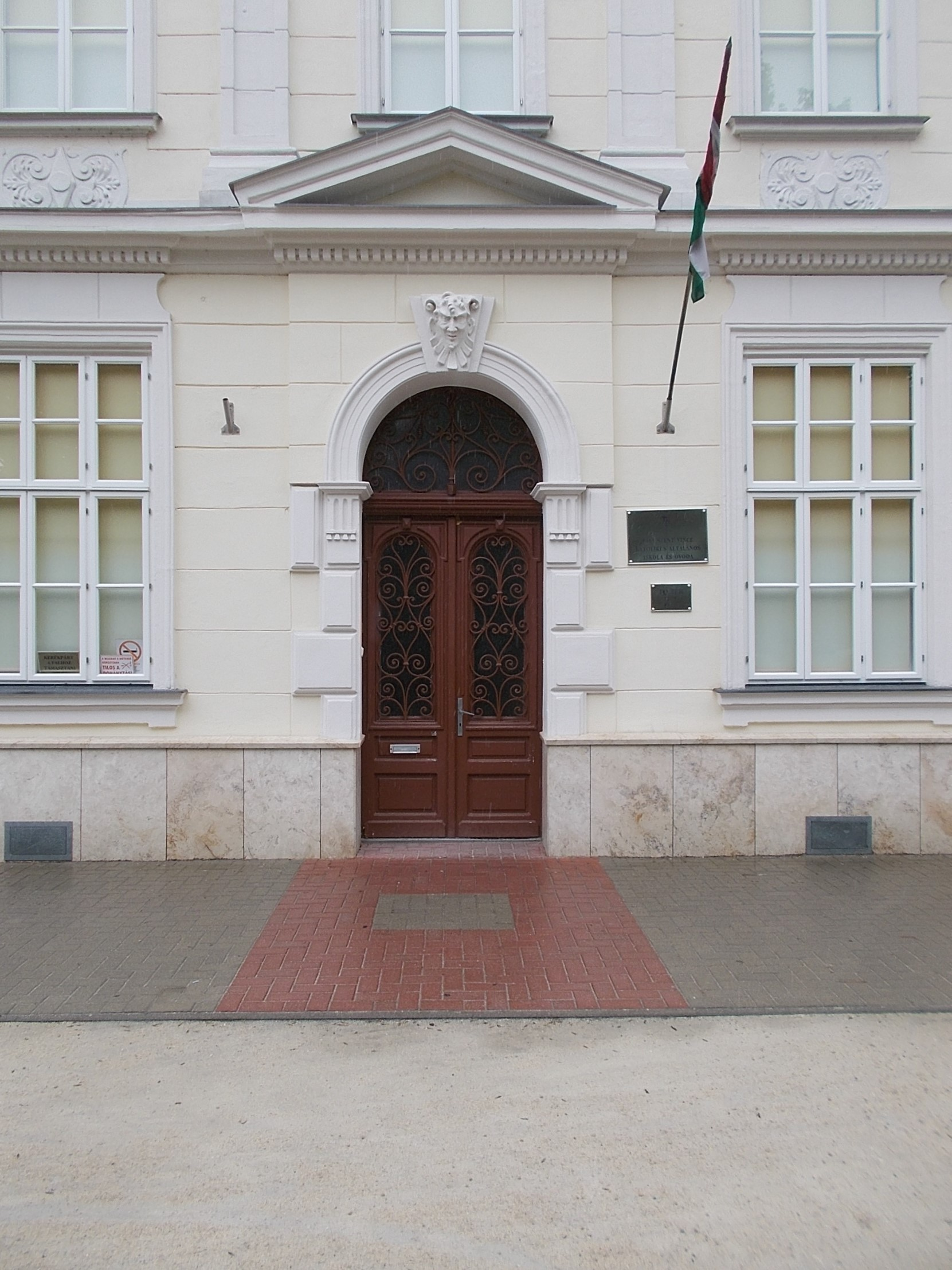
Az általános iskola bejárata

## Híres diákok
- Cserpes Laura (énekes)
- Dr. Havasiné Dr. Orbán Mária (jogász, a Győri Ítélőtábla elnöke)
- Dr. Faragó Sándor (intézetigazgató, egyetemi tanár, a Soproni Egyetem korábbi rektora)[8]
- Kadi Fatiha (tortakészítő, cukrász)
- Dr. Balogh János országos rendőrfőkapitány